# Aflao
Aflao   este un oraș  în  partea de sud-est a Ghanei,  în regiunea  Volta, la granița cu Togo.